# Ephedra distachya subsp. helvetica
Sous-espèce
Synonymes
- Ephedra distachya var. helvetica (C.A. Mey.) Asch. & Graebn.[2]
- Ephedra helvetica f. gracilis G. Negri[2]
- Ephedra helvetica C.A. Mey. (préféré par BioLib)[2]
- Ephedra helvetica C.A.Mey.[1]
- Ephedra negrii Nouviant[1] [2]
- Ephedra rigida St.-Lag.[1] [2]
- Ephedra vulgaris subsp. helvetica (C.A.Mey.) Nyman[1]

Ephedra distachya subsp. helvetica est une sous-espèce de l'Éphèdre à deux épis ou raisin de mer .
Il s'agit d'un arbrisseau nain de vingt à quarante centimètres de hauteur dont l'allure ressemble à celle des prêles. Cette plante sub-endémique des Alpes pousse dans les régions basses de la vallée du Rhône (canton du Valais, Suisse) et dans quelques zones de la vallée d'Aoste (Italie). Elle caractérise la steppe à armoise et uvette, milieu rocailleux chaud et aride.